# Nájera
Nájera è un comune spagnolo di 8 474 abitanti situato nella comunità autonoma di La Rioja.
Il nucleo abitato si trova all'altitudine di 485 metri s.l.m. sulla riva sinistra del fiume Najerilla a 27 km da Logroño, capitale della provincia e della regione. Najera è capoluogo della comarca omonima ed è conosciuta per il Monasterio de Santa María la Real con all'interno una pregevole chiesa gotica del XV secolo. Ivi sono custoditi i resti di alcuni re di Navarra e di Castiglia e León, essendo stata la cittadina, in alcuni periodi della sua storia, capitale di entrambi i Regni. Dal Medioevo è tappa del Camino de Santiago.
La sua economia si basa soprattutto sull'industria del mobile, ma anche su quelle delle vernici, delle costruzioni e della carpenteria metallica. Attivo è il commercio e, nei mesi estivi, anche il turismo.

## Storia
Secondo gli studiosi di archeologia, risalgono all'età del bronzo i primi insediamenti sulle colline che contornano l'attuale città, che nell'età del ferro divennero veri e propri centri abitati con case rettangolari parzialmente scavate nelle rocce. Gli abitanti erano Celtiberi che furono combattuti e assoggettati dai Romani che s'insediarono nel I secolo e vi rimasero fino al VI. In questo periodo fece parte di Tritium Magallum località posta a 2 km dall'attuale città e fu un centro importantissimo per la produzione e il commercio delle stoviglie di terracotta. Le ceramiche di Tritium furono diffuse in tutti centri non solo della penisola iberica ma anche nei paesi dell'area mediterranea occidentale.
Durante il periodo musulmano, in cui ebbe il nome di Naxara che significa città fra le rocce, fu innalzato il castello sulla cima del colle che domina la città, che fu fondamentale per il controllo della Rioja Alta e della frontiera cristiana. Nei secoli fra l'VIII e il X fu dominio del clan di Banu Qasi nobili visigoti convertiti all'Islam.
Fu conquistata nel 923 da Ordoño II di León con l'aiuto di Sancho I Garcés di Navarra e data al figlio di quest'ultimo Garcia Sanchez col nome di Regno di Najera. Garcia Sanchez aggiunse al suo patrimonio Pamplona, estese il suo dominio a tutta la Rioja Baja e formò così il Regno di Najera - Pamplona favorendone anche il popolamento. Nel secolo XI Sancho III Garcés di Navarra detto il Grande accordò a Najera il Fuero cioè lo statuto con i relativi privilegi, origine della legislazione navarra e base del diritto nazionale. Dal 1004 al 1035 allargò i confini del regno che raggiunse la massima ampiezza territoriale estendendosi dalla Catalogna alla Galizia. Alla sua morte il regno fu diviso fra i figli: Ferdinando la Castiglia, Ramiro l'Aragona e il primogenito Garcia, detto di Najera, ebbe il patrimonio, la Navarra e il regno di Najera - Pamplona.
Garcia III estese ulteriormente il territorio del suo regno nella Rioja Baja, fondò il più antico ordine militare religioso d'Europa detto dei Cavalieri della Terraza o della Jarra e iniziò la costruzione del Monasterio de Santa Maria la Real; morì nel 1054 nella battaglia di Atapuerca in guerra contro il fratello Fernando I di Castiglia. La città di Najera raggiunse l'apogeo durante il regno di García IV Ramírez di Navarra che ne fece la sua capitale, favorì i pellegrini di Santiago fondando per loro un ospedale e un ostello e portò a termine nel 1056 la costruzione del Monasterio de Santa Maria la Real.
Nel 1067 in questo monastero si tenne il Concilio che decise l'abbandono del rito mozarabico e la sua sostituzione col rito romano. Gli successe Sancho IV de Peñales che con l'aiuto del cugino Sancho Ramirez di Aragona, resistette agli intenti annessionistici della Castiglia.
Nei secoli X-XI Najera fu al centro delle lotte fra Mori e Cristiani. Sancho IV fu assassinato nel 1070 dal fratello Ramón de Peñales e i conflitti che seguirono alla morte di Sancho IV determinarono nel 1075 la divisione e la fine del regno di Najera: la parte navarra fu presa dall'Aragona, di Najera, Calahorra e di altri luoghi s'impossessò il re di Castiglia Alfonso VI che cedette il monastero di Santa Maria la Real all'Ordine cluniacense. Nel XII secolo si costruì la cinta muraria. Nel 1217 donna Berenguela di Castiglia cedette il suo regno al figlio Ferdinando III detto il Santo e l'incoronazione avvenne a Najera, che nel XIV secolo ebbe il riconoscimento del titolo di Villa.
Nel 1367 la città fu teatro della battaglia che oppose Enrico di Trastamara, appoggiato dalle truppe di Bertrand du Guesclin, al Principe Nero che sosteneva Pietro I di Castiglia. La battaglia si risolse con la sconfitta delle truppe franco-castigliane e con la cattura di Bertran de Guesclin. La città in questa occasione ebbe modo di sperimentare quanto fosse appropriato il titolo crudele dato a Pedro I. Il re Giovanni II di Castiglia nel 1438 accordò a Najera il titolo di città. Nel 1465 Enrico IV di Castiglia donò il castello di Najera a Manrique de Lara al quale successivamente i Re cattolici conferirono il titolo di duca di Najera. Nel 1520 la città partecipò alla sollevazione dei comuni contro la politica imperiale di Carlo V. I ribelli occuparono il castello ma la ribellione fu soffocata da Antonio Manrique de Lara, duca di Najera.
I Manriques infatti furono sempre solidali con Isabella e con suo nipote l'imperatore Carlo V. Durante la guerra d'indipendenza le truppe napoleoniche agli inizi del XIX secolo occuparono la città, imposero forti contribuzioni agli abitanti e saccheggiarono tutto ciò che aveva valore materiale e artistico spogliando la città. Nel 1835, in seguito alla legge di desamortización che espropriò i beni immobili improduttivi degli enti religiosi, i Cistercensi abbandonarono l'antico monastero di Santa Maria la Real che a partire dal 1895 fu governato dai Cappuccini francescani. Nel secolo XX la città crebbe lentamente ma con continuità passando dai 1 836 abitanti nel 1900 ai 7076 censiti nel 2000.

## Monumenti
- Monasterio de Santa Maria la Real fu fondato dai benedettini nel 1056 e dal 1895 è sede di monaci cappuccini. Del complesso monastico fa anche parte la chiesa gotica del 1422 di Santa Cruz, che ospita il pantheon reale con tombe di re di Navarra, di Castiglia e Léon. Molto bello è il chiostro di stile gotico isabellino costruito negli anni dal 1517 al 1528
- Convento de Santa Elena, del XVII secolo
- Ponte sul fiume Najerilla, del XII secolo che sostituì un ponte esistente già anteriormente al 1020 utilizzato dai pellegrini. L'attuale è stato rifatto nel 1883
- Museo Najerrillense, che ospita collezioni di oggetti di archeologia, etnografia e arte.

## Dintorni
- A 16 km Monasterio de Valvanera eremo benedettino del secolo XI, fu rifatto in forme gotiche nel XV secolo allorché divenne residenza preferita da Isabella la Cattolica. Secondo la leggenda, questo santuario venne eretto a seguito del ritrovamento di una immagine di Maria del IX secolo, da parte di un eremita locale chiamato Nuno e di un sacerdote di nome Domingo.[1]
- A 31 km San Millán de la Cogolla villaggio di montagna con un monastero detto El Escorial de la Rioja costituito da due parti: in basso il Monasterio de San Millán de Yuso costruito nel 537 e ricostruito dal 1504 con chiesa tardo gotica e chiostro gotico nella base e rinascimentale in alto. Contiene il tesoro, la biblioteca con codici antichi, reliquiari e opere d'arte. L'altra parte, in alto, è il Monasterio de San Millán de Suso in parte scavato nella roccia risalente al X secolo, rifatto nel secolo successivo. La chiesa, mozarabica, è del 984. All'interno ci sono il sarcofago romanico di san Millan (Emiliano) del XII secolo e altre tombe antiche. Questo complesso monastico nel 1997 è stato dichiarato Patrimonio dell'umanità dall'UNESCO.

## Feste
- 19 marzo la festa di San José artesano patrono dei mobilieri.
- Settimana Santa.
- 28 aprile San Prudencio, patrono della città.
- 1º maggio, ricordo dell'incoronazione a re di Castiglia di Fernando III.
- 24 - 29 giugno le feste in onore di San Juan y San Pedro.
- 11 - 19 settembre Fiestas de San Martin y de Santa Maria la Real-